# Letnie Mistrzostwa Bułgarii w Skokach Narciarskich 2010
Letnie Mistrzostwa Bułgarii w Skokach Narciarskich 2010 – zawody, które wyłoniły najlepszych skoczków narciarskich w Bułgarii w roku 2010 w kategoriach juniorów i seniorów. Konkursy przeprowadzono 9 i 10 października 2010 roku na skoczniach wchodzących w skład kompleksu Czernija kos w miejscowości Samokow.
Zawodnicy rywalizowali w trzech kategoriach juniorskich i jednej seniorskiej. W sumie rozegrano 8 konkursów (po 2 dla każdej kategorii), przyznając za każdy medale w odpowiedniej kategorii wiekowej. Seniorzy i najstarsza grupa juniorów startowali na skoczni K–39, a dwie najmłodsze grupy uczestników rywalizowały na skoczni K–15.
Początkowo zawody miały się odbyć w tym samym kompleksie skoczni narciarskich 25 września i 2 października 2010 roku, jednak z powodów organizacyjnych zmieniono termin ich rozgrywania.

## Medaliści

### Dzień 1.

#### Indywidualnie
| Kategoria wiekowa               | Skocznia | Złoto                 | Srebro           | Brąz            |
| ------------------------------- | -------- | --------------------- | ---------------- | --------------- |
| Seniorzy                        | K–39     | Michaił Siczanow      | Angeł Paszow     | Wasił Iwanow    |
| Juniorzy I (najstarsza grupa)   | K–39     | Danieł Simow          | Marjan Nikołow   | Anton Michajłow |
| Juniorzy II (średnia grupa)     | K–15     | Martin Zografski      | Ewelin Mitew     | Iwan Szarkow    |
| Juniorzy III (najmłodsza grupa) | K–15     | Krasimir Simitczijski | Kałojan Christow | Wiktor Christow |

### Dzień 2.

#### Indywidualnie
| Kategoria wiekowa               | Skocznia | Złoto                 | Srebrno         | Brąz              |
| ------------------------------- | -------- | --------------------- | --------------- | ----------------- |
| Seniorzy                        | K–39     | Michaił Siczanow      | Wasił Iwanow    | Władisław Nikołow |
| Juniorzy I (najstarsza grupa)   | K–39     | Danieł Simow          | Marjan Nikołow  | Anton Michajłow   |
| Juniorzy II (średnia grupa)     | K–15     | Martin Zografski      | Ewelin Mitew    | Iwan Szarkow      |
| Juniorzy III (najmłodsza grupa) | K–15     | Krasimir Simitczijski | Wiktor Christow | Kałojan Christow  |